# مدينة الملك عبد العزيز الطبية للحرس الوطني
مدينة الملك عبد العزيز الطبية بالحرس الوطني هي إحدى المدن الطبية في مدينة الرياض والتي تتبع للشؤون الصحية بوزارة الحرس الوطني السعودي وتميزت المدينة بتقديم رعاية متميزة للمراجعين وحققت العديد من النجاحات في مجال الرعاية الصحية وهي عرفت محلياً وعالمياً بتخصصها في إجراء عمليات فصل التوائم السيامي.

## الإنشاء والافتتاح
في شهر رجب 1403هـ الموافق لشهر مايو عام 1983م بدأ مستشفى الملك فهد للحرس الوطني في تقديم خدماته، وأخذ في التوسع والتطوير استجابة لتزايد أعداد المستفيدين، واليوم تطور مستشفى الملك فهد بالحرس الوطني ليصبح جزءاً من مدينة الملك عبد العزيز الطبية مع المراكز الطبية المتطورة الأخرى.

## مكانة متميزة
منذ إعلان افتتاح مدينة الملك عبد العزيز الطبية بالرياض في ذي القعدة 1421هـ الموافق فبراير 2001م، وفي وقت قصير، تبوأت مدينة الملك عبد العزيز الطبية مكانتها في تقديم الرعاية الصحية المتميزة، نتيجة لخدماتها المتميزة حيث يُعتبر «مركز رعاية الطوارئ» أفضل مركز رعاية للإصابات بالمملكة العربية السعودية، كما حصل قسم «رعاية مرضى الطوارئ» على المركز الرابع من بين المراكز التي تقع خارج الولايات المتحدة الأمريكية التي تقوم بتطبيق برنامج «إنقاذ الحياة وإسعاف الإصابات قبل دخولها للمستشفى».

## توسعة وتطويرالمدينة
إضافة إلى زيادة سعة عدد الأسرة بمدينة الملك عبد العزيز الطبية بالرياض ليصل عددها 690 سريراً بالإضافة إلى 25 سريراً خاصاً لإجراء العمليات الجراحية المتوقعة بجناح 19، بالإضافة إلى 132 سريراً خاصاً بالتنويم للحالات الطارئة.
كما تم افتتاح وحدة التأهيل العصبي لرعاية ذوي الإحتياجات الخاصة في منتصف عام 1424هـ الموافق 2003م، إضافة إلى تجديد وتوسعة قسم التأهيل بوحدتي العلاج الطبيعي والوظيفي في شعبان 1425هـ الموافق سبتمبر 2004م، وكذلك توسعة وتحديث: قسم الولادة، عيادة العقم، إدارة الأشعة، المختبر، الصيدلية وأجنحة المرضى.
وتشمل العيادات الخارجية وخدمات الرعاية الصحية الأولية الخدمات الوقائية التي تقدمها مدينة الملك عبد العزيز الطبية بالرياض مثل التثقيف الصحي وتعديل السلوك لتبني نماذج صحية سليمة. كما تشمل الوحدات الجراحية والرعاية الحرجة على وحدة حروق حديثة ووحدة رعاية جراحية مركزة ووحدة لتنظير البطن، وغرف عمليات ووحدات جراحة عامة وجراحة أعصاب.

## الإنجازات

### اعتراف الهيئة المشتركة الدولية JCI
حصلت الشؤون الصحية بالحرس الوطني وجميع مرافقها ومنشآتها الصحية المختلفة في المناطق الوسطى والشرقية والغربية على اعتراف الهيئة المشتركة الدولية JCI وهي هيئة دولية تعمل على تقييم المراكز الصحية على مستوى العالم.
كما حققت مدينة الملك عبد العزيز للشئون الصحية بالحرس الوطني نجاحاً متواصلاً في تحقيق أقل معدل للوفيات ونسب انتشار الأمراض بين المرضى، بالرغم من أن مركز رعاية الطوارئ يعتبر في موقع قريب من طريق الدمام السريع ويستقبل الكثير من الإصابات الخطيرة.

### عمليات فصل التوأم السيامي
أجرى المستشفى بنجاح عدة عمليات لفصل التوائم الملتصقة وكان من أوائل المراكز الطبية في هذا المجال، وبعد النجاح الكبير الذي حققته المملكة في هذا المجال وذاع صيتها في مختلف أنحاء العالم، بدأت تستقبل حالات أكثر تعقيدا من هذا النوع من العمليات. ووصل عدد العمليات التي أجرتها المدينة إلى 59 عملية لتوائم سعوديين وعرب وأجانب في أكتوبر 2023م.

## الدور الأكاديمي
تهتم الشؤون الصحية بالدور الأكاديمي وكانت البداية في عام 1425 هـ الموافق 2004 م حيث قامت بإنشاء كلية الطب بالإضافة لكلية التمريض والعلوم الصحية المساعدة، وتتواصل رسالتها الأكاديمية بإنشاء جامعة الملك سعود بن عبد العزيز للعلوم الصحية لتشمل جميع الأنشطة الأكاديمية لتكون نواة جامعة علمية طبية ينهل منها جيل المستقبل.